# Абдуллах Хуссейн
Абдуллах Хуссейн (малайск. Abdullah Hussain; 25 марта 1920, г. Ян, султанат Кедах — 31 декабря 2014, Куала-Лумпур) — малайзийский прозаик. Национальный писатель Малайзии (1996). Старший брат Исмаила Хуссейна и Ибрагима Хуссейна.

## Краткая биография
Родился в семье мелкого торговца — выходца из Аче. Мать происходила из Южной Бирмы. В 1926—1931 годах учился в малайской школе в Сунгай-Лимау, в 1932—1933 годах — в школе Св. Михаила в Алор-Сетаре, а затем до 1935 года там же в Англо-китайской школе.
Трудовую деятельность начал помощником кладовщика на одном из оловянных рудников в Паханге в 1939 году. В том же году переехал в Пинанг, где стал работать в газете «Сахабат» («Друг»). В ней же опубликовал первые рассказы («Жена старосты», «Добро и невеста ждут в Англии»). В 1940—1941 годах работал в газете «Саудара» («Брат»). В это же время опубликовал первые романы: «Любовь жены» и «Это моя любимая».

## Творчество
В последующем стал известен как автор глубоко психологичных романов острой социальной направленности («Наш Куала-Лумпур», 1967; «Интерлок», 1971, «Последний концерт», 1980; «Вышедший на свет», 1983; «Имам», 1995 и др.), а также биографий видных деятелей («Великий актёр П.Рамли», 1973; «Священник Зааба в воспоминаниях», 1974; «Харун Аминуррашид: святоч национального духа», 1982). Составил несколько словарей, в том числе "Словарь идиоматических выражений (1966). Занимался также художественным переводом. Отмечал влияние на его творчество русских и индонезийских писателей.

## Роман «Интерлок»
Его роман «Интерлок» о сложных межнациональных отношениях в стране накануне провозглашения независимости был включён в список обязательной литературы для учащихся средних школ в 2010 году, но под давлением индийской общественности, усмотревшей в романе оскорбительные для индийцев пассажи, был в конце 2011 года заменён другим, его же произведением «Последний концерт».

## Переводы
- Orang Tua dengan Laut/Ernest Hemingway («Старик и море» Э. Хемингуэя). — Kuala Lumpur: Oxford University Press, 1961, 127 hlm
- Bumi Bertuah/Pearl S. Buck («Земля» П. Бак). — Kuala Lumpur: Penerbitan Pustaka Antara, 1962, 409 hlm
- Mutiara/Johan Steinbeck («Жемчужина» Д. Стейнбека). — Kuala Lumpur: Oxford University Press, 1962, 122 hlm
- Angin Timur Angin Barat/Pearl S. Buck («Восточный ветер, западный ветер» П. Бак). — Kuala Lumpur: Penerbitan Pustaka Antara, 1964, 229 hlm
- Lorong Midaq/Naguib Mahfouz («Аллея чудес» Нагиба Махфуза). — Kuala Lumpur: Dewan Bahasa dan Pustaka, 1984, 443 hlm

## Награды
- Литературная премия Юго-Восточной Азии, Таиланд (1981).
- Премия Сако (1992)
- Национальная премия газеты «Утусан Мелайю» и банка «Пэблик Бэнк» (1992/1994)
- Литературная премия Малайзии (1995)
- Медаль «За заслуги в области литературы», Аче, Индонезия (1995)
- Национальный писатель Малайзии (1996)
- Орден «За верность Короне» и титул датук от султана Кедаха (1996)